# ناتورنو
ناتورنو (به ایتالیایی: Naturno) یک کومونه در ایتالیا است که در تیرول جنوبی واقع شده‌است.

## خصوصیات
ناتورنو ۶۷٫۰ کیلومترمربع مساحت و ۵٬۵۵۳ نفر جمعیت دارد.

## خواهرخوانده
شهرهای Axams و راین-پفلاتس-کرایس خواهرخوانده‌های ناتورنو هستند.

## نگارخانه

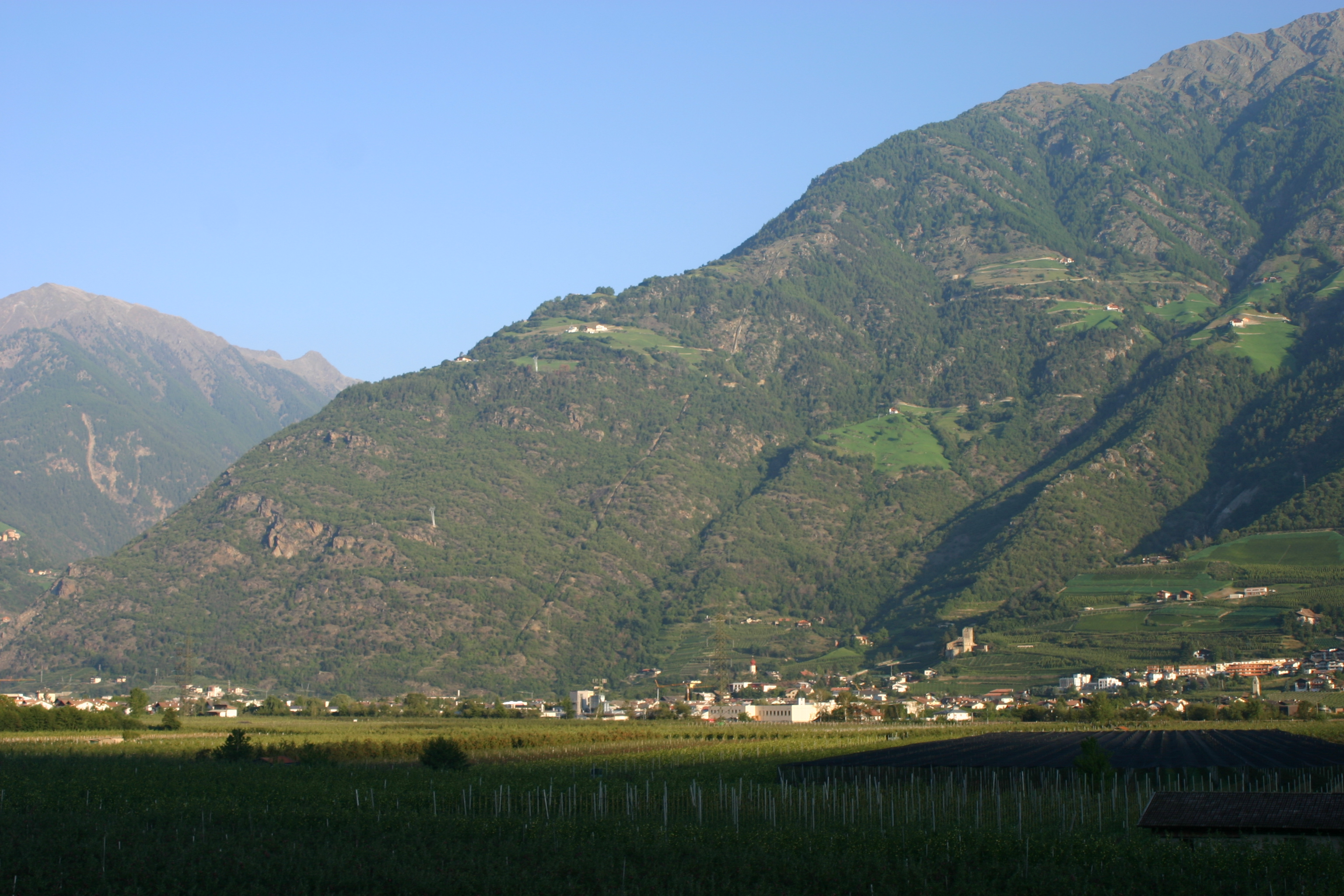
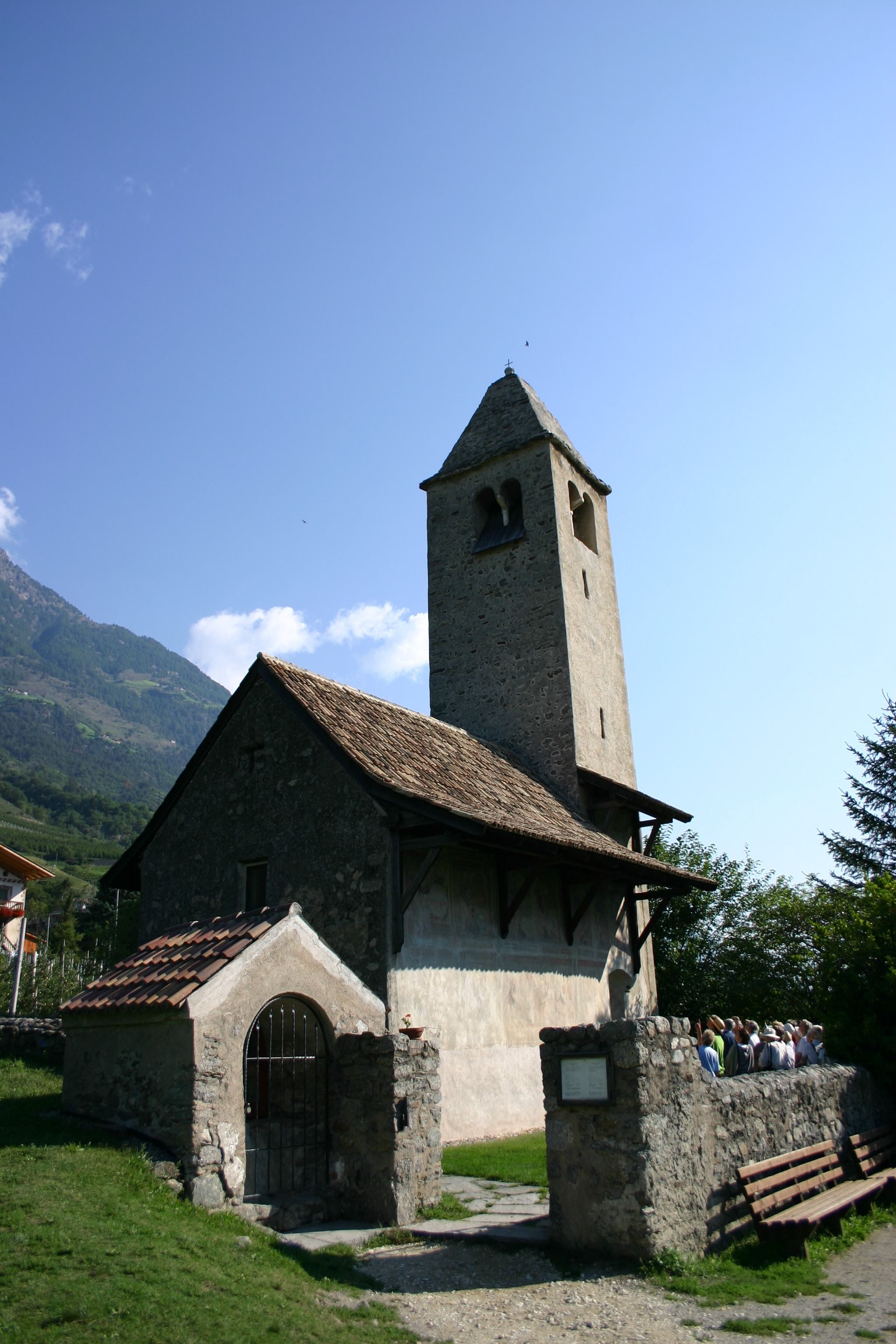
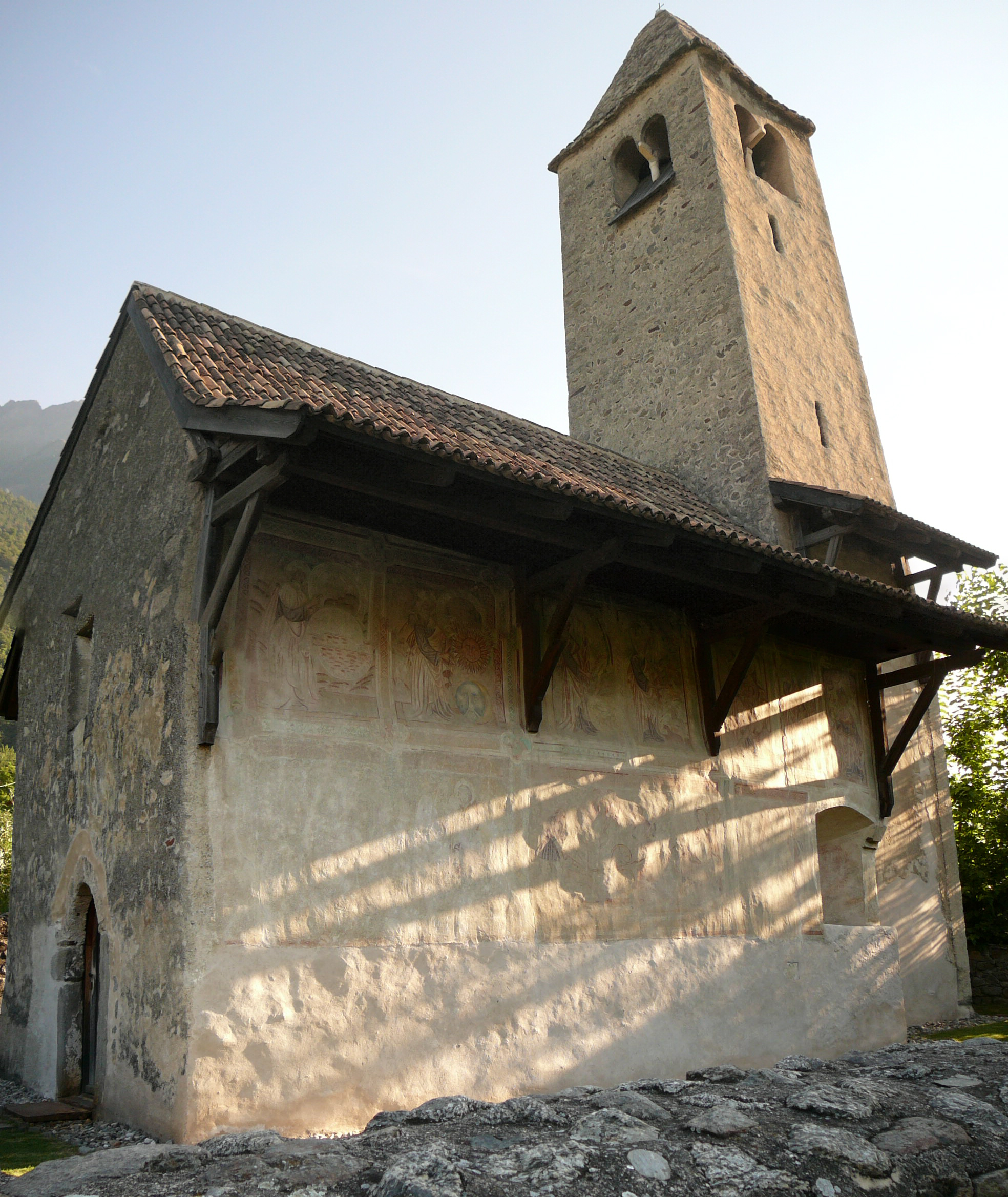
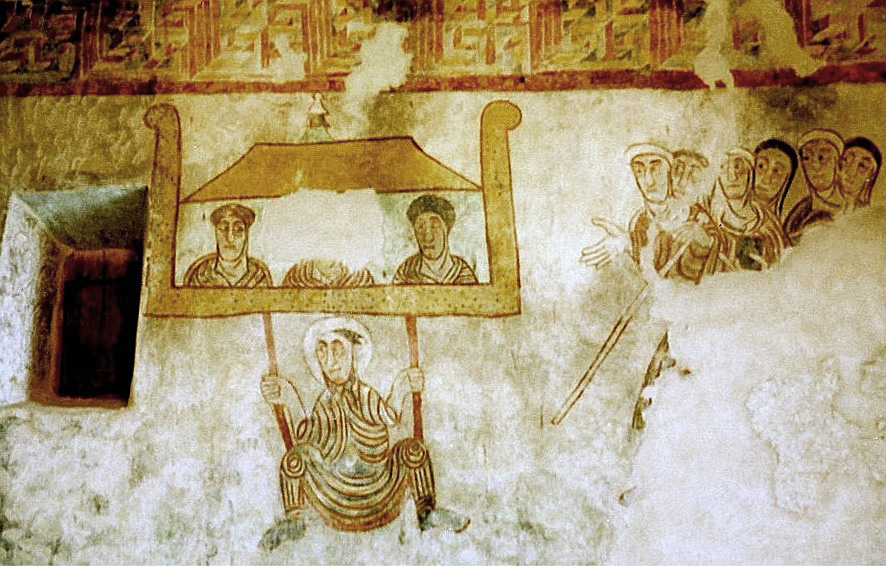
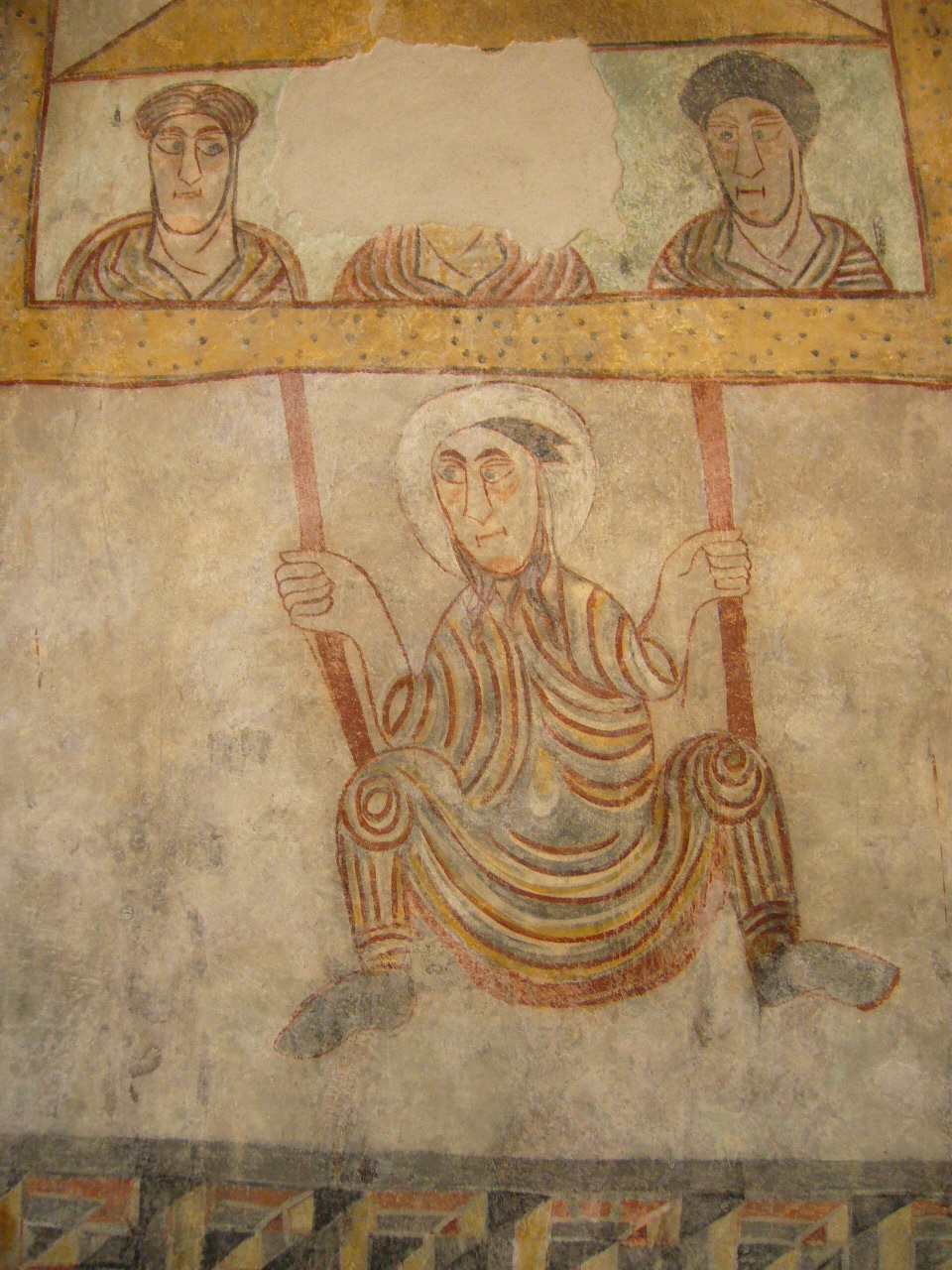
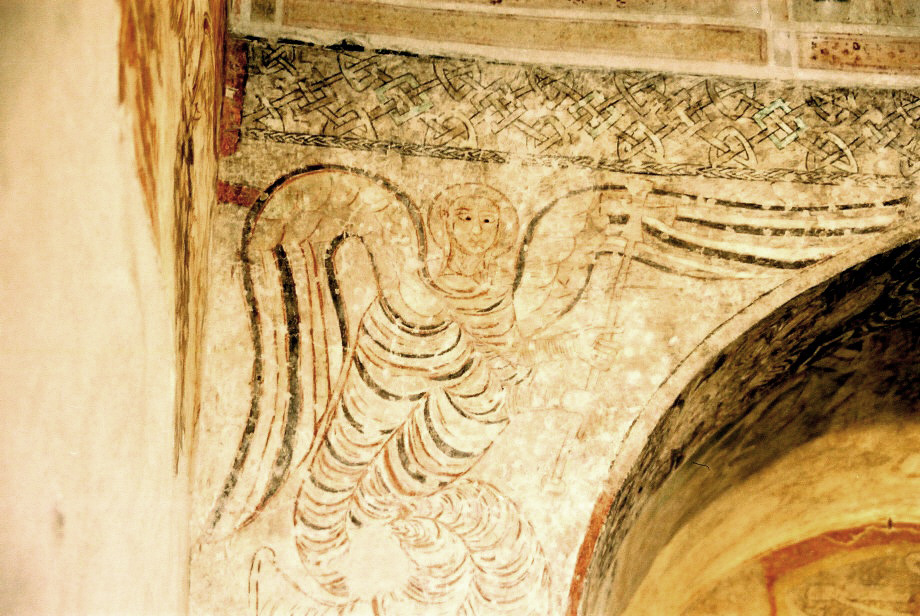
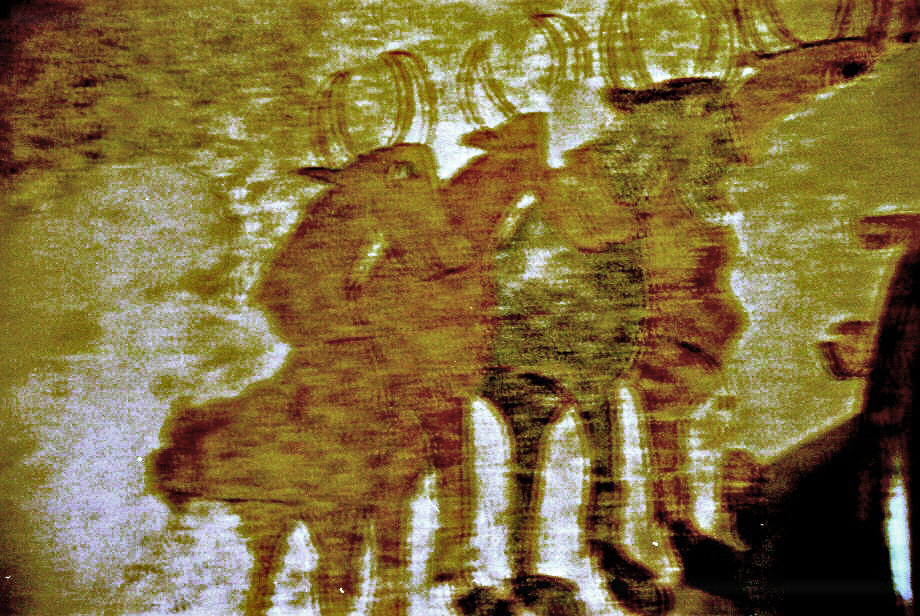
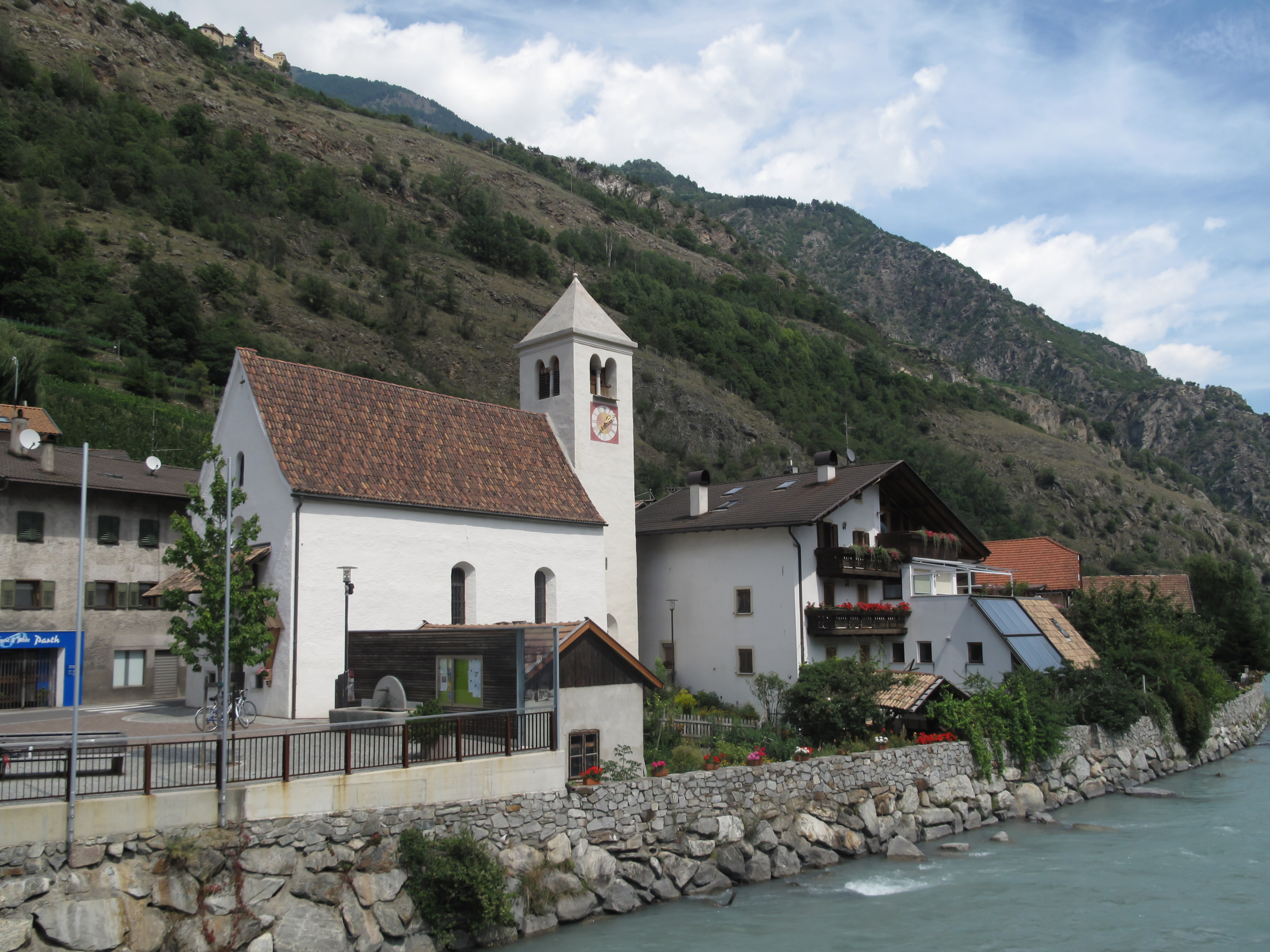